# Cicurina nevadensis
Cicurina nevadensis là một loài nhện trong họ Dictynidae.
Loài này thuộc chi Cicurina. Cicurina nevadensis được Eugène Simon miêu tả năm 1886.